# 新堀和男
新堀 和男（にいぼり かずお、1955年2月23日 - ）は、日本の俳優・スーツアクター・スタントマン・殺陣師・アクション監督・実業家。茨城県出身。株式会社レッド・エンタテインメント・デリヴァー代表取締役社長。

## 略歴
1971年（昭和46年）、高校を中退し、日本テレビ俳優養成所に在籍中、講師だった大野剣友会代表の大野幸太郎と、養成所の先輩である岡田勝に誘われ、剣友会に入る。同年、『仮面ライダー』（毎日放送）で戦闘員のスーツアクターとしてデビュー。
1972年（昭和47年）、後楽園遊園地での『月光仮面ショー』で月光仮面（アニメ版）を演じた。これを見た大野によって『仮面ライダー』でショッカーライダーの1人として起用される。
1974年（昭和49年）、『仮面ライダーアマゾン』（毎日放送）で、主役ヒーローの仮面ライダーアマゾン（前期）を担当する。
1975年（昭和50年）、『秘密戦隊ゴレンジャー』（NET）のアカレンジャーを、大野剣友会が同作品より離脱する第66話まで演じた。
1977年（昭和52年）、『大鉄人17』（毎日放送）で、初の巨大ロボットキャラクター「ワンセブン」を演じる。
1979年（昭和54年）、『UFO大戦争 戦え! レッドタイガー』（東京12チャンネル）の終了を機に大野剣友会を退会し、芸能活動から引退。「テキヤにでもなろうかと思っていた」そうである。結局、1か月ほど料理屋で調理師を務める。
同年、『バトルフィーバーJ』（テレビ朝日）のアクションを、元・大野剣友会の高橋一俊が代表を務めるビッグアクションが担当。高橋たっての頼みを受け、バトルジャパン役で現場復帰。ビッグアクションは後に同作から退くが、以後も1991年の『鳥人戦隊ジェットマン』（テレビ朝日）のレッドホークまでスーパー戦隊シリーズでレッド役のスーツアクターを長きに渡って務めた。
同年、『新・仮面ライダー』（毎日放送）でも、古巣の大野剣友会の助っ人として数回ライダー役を務めた。
1982年（昭和57年）、「レッドアクションクラブ」を結成。後進の育成にもあたる。
1984年（昭和59年）、『10号誕生!仮面ライダー全員集合!!』（毎日放送）で9年ぶりに仮面ライダーストロンガーを演じる。
1992年（平成4年）、『ジェットマン』終了を機にレッド役を引退し、第一線を退く。引退のきっかけは「脚を蹴り上げたときに真っ直ぐ上がらなくなったため、衰えを感じた」のだという。なお『ジェットマン』の最終回では神父の役として顔出し出演している。
以後、殺陣師・アクション監督として特撮のみならず、一般ドラマなど数々の作品に関わっている。
2001年（平成13年）、東映Vシネマ『百獣戦隊ガオレンジャーVSスーパー戦隊』でレッドファルコンを演じ、『ジェットマン』以来10年ぶりにスーツアクター業に復帰。
2006年（平成18年）9月、「レッドアクションクラブ」の母体として「株式会社レッド・エンタテインメント・デリヴァー」を設立。
2008年（平成20年）、東映映画『劇場版 仮面ライダーキバ 魔界城の王』で劇場版オリジナルライダー・仮面ライダーアークを演じた。当初はレッドエンタテインメント所属の矢部敬三がアークを演じる予定だったが、彼のスケジュールの都合により、新堀が多くの部分を演じることになったという。
2011年（平成23年）、『ゴーカイジャー ゴセイジャー スーパー戦隊199ヒーロー大決戦』で過去に自身が担当したアカレンジャーとレッドターボを久しぶりに演じた。また、『海賊戦隊ゴーカイジャー』第33話に顔出し出演している。

## エピソード
剣劇を得意としており、単なるパンチやキックよりも気分が乗るという。松方弘樹のファンであり、松方のようなダイナミックな剣劇を目指していた。
『変身忍者 嵐』の第21話で下忍役を演じるつもりで現場に到着すると、殺陣師の高橋一俊から「今日の怪人はお前が演れ」と命じられて、怪人「ドラキュラ」を演じることになった。必死にセリフを覚えたが、茨城訛りが酷いためセリフをしゃべると、スタッフや大野剣友会の面々は爆笑だったという。
また、『仮面ライダーV3』で、怪人「ウォーターガントド」を演じたが、泳げないのに被り物を着けて海に入って演技をさせられ、ついには溺れたという。
『仮面ライダーアマゾン』でのエンディングのシルエットアクションは、新堀自身の発案によるもの。アマゾン役は、殺陣師の高橋一俊から「カズでいくぞ」と指名を受けてのもので、重心を落として中腰で演じる新堀のアクションは、エンディング映像と併せ、本編でも野性味溢れるアマゾンライダーのイメージを決定付けた。岡田勝は新堀起用の理由について、それまでの仮面ライダーからイメージを変えようという意図と、四つん這いの姿勢で体力が求められることから若く体力があった点を挙げている。しかし、路線変更によりアマゾンのアクションは従来の仮面ライダーと同様のスタイルに戻され、スーツアクターも新堀から中屋敷鉄也と中村文弥に変更された。新堀本人はアマゾンは姿勢がキツイばかりで、あまりアクション的には幅を出せなかったと述懐していて、中村文弥の演じた、背筋を伸ばした後期アマゾンのヒーローらしいアクションがうらやましかったとも語っている。アマゾンは面もそれまでの仮面ライダーより大きく、覗き穴が見えづらかったことも負担になっていたとされる。後期アマゾンを担当した中屋敷は、新堀は股関節が柔らかく胴長短足首長のため四つん這いの姿勢が映え大好きであったと述べている。
『仮面ライダーストロンガー』撮影時に、事故で中屋敷哲也の乗るロケバスが立往生したため、中屋敷の代役でストロンガー役を務め、岸壁の上で「天が呼ぶ、人が呼ぶ…」の名乗りシーンを演じた。このとき、京都からシリーズ新参加した監督の山崎大助が、画面作りにこだわってなかなか立ち回りにOKを出さず、何度もリテイクを要求され、剣友会メンバーともども、そのたびに殺陣のやり直しをさせられた。午前中、1カットの撮影にまる3時間を費やすに及んで、ついに新堀は堪忍袋の緒を切らし、「もう帰ります!」と怒鳴って放棄寸前だったが、腹を立てたのは自身のことではなく周りのカラミを気遣ってのことであるが、新堀は「未だにはっきり覚えている」という。ストロンガーは、中屋敷と2人で演じ、新堀自身が演じた仮面ライダーで、最も納得いくアクションが出来、印象深く思い入れがあるのはストロンガーだと語っている。新堀は『10号誕生!仮面ライダー全員集合!!』でもストロンガーを演じている。
『秘密戦隊ゴレンジャー』では主役「アカレンジャー」のスーツアクターを務めたが、周りは中村文弥や中屋敷哲也など先輩ばかりだったので、非常に緊張したとのこと。カメラテスト段階で作品内ではリーダーの筈である新堀が「行くぞ!」と合図すると「お前が行けよ〜」と冗談混じりで言われたが、「本番ではちゃんと演ってくれました。おかげでリラックスできました」と語っている。海城剛・アカレンジャー役の誠直也は、擬斗がJAC（ジャパンアクションクラブ）に変わった際に、「新堀のふてぶてしい感じは俺に似てるから、やっぱりアカレンジャーは新堀のほうがいいな」と漏らしたという。誠は別のインタビューでは「（『ゴレンジャー』のメンバーの中で）一人だけ背が高いため、どのように演じても恰好良かったので安心していた」と述べている。
『大鉄人17』では「お前しかいないから」と言われ、初の巨大キャラクター「ワンセブン」役に起用された。慣れない硬いロボット衣装に自由を奪われ、待ち時間が非常につらかったといい、一度わざと被り物を壊して修理休みを作ったことがあるという。
剣友会時代は高橋一俊と岡田勝の二人の殺陣師に立ち回りをつけてもらったが、「カシラ（高橋）は“師匠”で、とにかく厳しく言われるままひたすら従うだけ。岡田さんは“先輩”で、いろいろ意見も聞いてもらえるし演りやすかった」とのこと。『仮面ライダーストロンガー』で「ライダーシリーズ」が終了となった際には、「なんで終わっちゃうのかと、寂しかった」という。
『バトルフィーバーJ』でバトルジャパンを担当。これはビッグ・アクションの代表として技斗を担当することになった高橋一俊が、最初から調理師をしている新堀を業界に戻すつもりで店に行ったが、いきなり言うのは新堀に失礼だから何度か店に行けばなにも言わなくてもあいつは言いたいことがあると察するだろうと、消極的な態度で毎日店に訪れた。目論み通り新堀が察し、高橋が「その歳で引退なんてもったいない。お前が今やってる仕事はたった1カ月で筋がいいと言われたが、アクションはそうじゃなかったろ？ これまで務めてきたキャリアが全部無駄になるぞ」と、好きな酒を頼みもせず熱心に口説かれ2、3日考えてから引き受けたものだった。ところがなぜか数話撮ったところでビッグ・アクションが降板することになり、新堀も高橋と一緒に降板するつもりが、高橋から「プロデューサーが新堀ちゃんには残ってほしいって言ってるから1年続けてみない？」と口説かれ残ることにした。翌年も『電子戦隊デンジマン』でプロデューサーから「ぜひ」と頼まれ、再びレッド役を演じることとなった。本人もここから『鳥人戦隊ジェットマン』まで、13年にわたってレッド戦士を演じることになるとは思ってもみなかったという。剣友会、ビッグアクションとは違うJACのアクションの中で、負けてなるかと孤軍奮闘の思いだったという。なお、新堀自身はJACに所属していたことはないが、アクション監督を担当した際のクレジットでは、本来の所属先であるレッドアクションクラブではなく、JACの所属者として表記されていたが、JACがJAE（ジャパンアクションエンタープライズ）に社名変更して以降は本来の所属で表記された。俳優としても素顔で度々出演し、初期のスーパー戦隊では、単発のゲストキャラクターで「ドラキュラ伯爵」を、白塗りメイクで演じることが多かった。また、「レッド役」として最後のスーツアクターとなった『ジェットマン』では、最終回で神父役を演じているが、このときは緊張して足が震えたという。
『ジャッカー電撃隊』は、JACがアクション担当だったため、唯一レッド戦士である「スペードエース」のスーツアクターを担当していないが、大野剣友会による後楽園遊園地での「ジャッカー電撃隊ショー」ではスペードエースを担当している。「戦隊シリーズ」では、各戦士の名乗りポーズは自分で考えていたが、「13年もやっているとネタ切れになる」とのことで、後期はポーズを考えるのに苦労したという。
『超獣戦隊ライブマン』に出演した嶋大輔は、当初は大ベテランである新堀に自ら声をかけることはできなかったが、新堀の方から「気を遣わないで」と言われ、以後は芝居のことを相談するなど仲が良くなったという。また、人が少ない場所でのロケの際は、新堀を中心にJACメンバーがカレーや味噌汁を振る舞っていたことを証言している。
『ジェットマン』の終盤では、次作『ジュウレンジャー』のアクション監督の準備のため、彼の直系弟子である前田浩がレッドホークのスーツアクターを担当している。
第一線を去ってから10年後の2001年に『百獣戦隊ガオレンジャーVSスーパー戦隊』で、『ライブマン』のレッドファルコン役で久々にスーツアクターを務めた。当初は出演に難色を示していたが、監督の竹本昇から、レッドファルコンに変身する天宮勇介役を演じた嶋が出演することを聞かされて出演を引き受けたという。しかし、久しぶりのスーツアクターであったため、被って演じる際の呼吸法を忘れていたため苦しかったと述べている。
しかしこれらの悪条件も乗り越えて演じてみせた新堀に嶋は「やはり新堀さんはプロだ」と唸ったという。
脚本家の曽田博久と引退した東条昭平監督とは親交が深かった。

## 主な出演作品
※太字はメインキャラクター。

### テレビドラマ
- プレイガール（1969年 - 1976年、東京12チャンネル）[13]
- 刑事くん（1971年 - 1976年、TBS）[13]
- 白い牙（1974年、日本テレビ） - 暴力団員 他
- 消えた巨人軍（1978年、日本テレビ） - 矢部警部に確保される被疑者（第1話）[注釈 4]

### 特撮テレビドラマ
- 仮面ライダーシリーズ（毎日放送）
  - 仮面ライダー（1971年 - 1973年） - 仮面ライダー1号[13]、仮面ライダー新2号[13]、戦闘員[13]、ヒルゲリラ[14]、ショッカー科学者（第48話）、ショッカーライダー[1] 他
  - 仮面ライダーV3（1973年 - 1974年） - 仮面ライダー1号[13]、仮面ライダー2号、仮面ライダーV3、ライダーマン[15][2]、ハリフグアパッチ[16]
  - 仮面ライダーX（1974年） - 仮面ライダーX[13][17][2]〈終盤〉、アポロガイスト[15][2]、怪人[15]、戦闘員[15]
  - 仮面ライダーアマゾン（1974年 - 1975年） - 仮面ライダーアマゾン[13][17][1]（第10話まで）
  - 仮面ライダーストロンガー（1975年） - 仮面ライダーストロンガー[13][17]〈中屋敷鉄也の代役〉、仮面ライダーX[15][2]〈最終回〉、磁石団長[18]
  - 全員集合!7人の仮面ライダー!!（1976年1月3日）
  - 仮面ライダー (スカイライダー)（1979年 - 1980年） - スカイライダー[15]（第31 - 33話、中屋敷の代役）、偽スカイライダー[15]
  - 10号誕生!仮面ライダー全員集合!!（1984年1月3日） - 仮面ライダーストロンガー[19]
  - 仮面ライダーBLACK RX（1988年 - 1989年） - 仮面ライダーBLACK RX（代役）※一回のみ[3]
- 変身忍者 嵐（1972年 - 1973年、毎日放送） - 月ノ輪[15][1]、西洋怪人[15]、血車党下忍 他
- イナズマンF（1974年、NET） - ハンマーデスパー2に改造される若者 他
- スーパー戦隊シリーズ
  - 秘密戦隊ゴレンジャー（1975年 - 1976年、NET） - アカレンジャー[13][1]（第1 - 66話）、日輪仮面[20]、火の山仮面マグマン将軍[20]、鉄人仮面テムジン将軍[21]、仮面怪人[20]（機関車仮面[21]ほか）、アオレンジャー（代役）[22]、武器商人（第33話）、イーグル科学者（第36話）、海賊仮面人間態（第38話）他
  - バトルフィーバーJ（1979年 - 1980年、テレビ朝日） - バトルジャパン[13][23]
  - 電子戦隊デンジマン（1980年 - 1981年、テレビ朝日） - デンジレッド[13][24]
  - 太陽戦隊サンバルカン（1981年 - 1982年、テレビ朝日） - バルイーグル[13][25][注釈 5]、ドラキュラ伯爵の亡霊（第34話）
  - 大戦隊ゴーグルファイブ（1982年 - 1983年、テレビ朝日） - ゴーグルレッド[13][27]
  - 科学戦隊ダイナマン（1983年 - 1984年、テレビ朝日） - ダイナレッド[13][28]
  - 超電子バイオマン（1984年 - 1985年、テレビ朝日） - レッドワン[13][29]、ドラキュラ伯爵（第25・26話）
  - 電撃戦隊チェンジマン（1985年 - 1986年、テレビ朝日） - チェンジドラゴン[13][30]、宇宙獣士ゾノスの亡霊の人間態（第44話）
  - 超新星フラッシュマン（1986年 - 1987年、テレビ朝日） - レッドフラッシュ[13][31]
  - 光戦隊マスクマン（1987年 - 1988年、テレビ朝日） - レッドマスク[13][32]、アキラの3番目の相手（第25話）
  - 超獣戦隊ライブマン（1988年 - 1989年、テレビ朝日） - レッドファルコン[13][33]
  - 高速戦隊ターボレンジャー（1989年 - 1990年、テレビ朝日） - レッドターボ[13]
  - 地球戦隊ファイブマン（1990年 - 1991年、テレビ朝日） - ファイブレッド[13]
  - 鳥人戦隊ジェットマン（1991年 - 1992年、テレビ朝日） - レッドホーク[13] 、神父（最終回）
  - 海賊戦隊ゴーカイジャー（2011年 - 2012年、テレビ朝日） - アカレンジャー[34]、レッドターボ[35]、マサ（第33話）
- 宇宙鉄人キョーダイン（1976年 - 1977年、毎日放送） - ダダロイド[1] 他
- 大鉄人17（1977年、毎日放送） - ワンセブン[36][13][1]、レッドマフラー隊員、ブレイン党員 他
- UFO大戦争 戦え! レッドタイガー（1978年、東京12チャンネル） - ジャンケン兵士[15]、イエロー三人衆[15] 他
- メガロマン（1979年、フジテレビ）  - 隊長エレギ（第10話）
- メタルヒーローシリーズ（テレビ朝日）
  - 特救指令ソルブレイン（1991年 - 1992年） - 柳田の手下（第18話）
  - 特捜ロボ ジャンパーソン（1993年 - 1994年） - バウンティハンタージャンゴ（第3・4話）
  - ブルースワット（1994年 - 1995年） - ゾドーの配下（第22話）
- 非公認戦隊アキバレンジャー（2012年、TOKYO MXほか） - 本人役（第6話）

### 映画
- 仮面ライダーシリーズ（東映）
  - 五人ライダー対キングダーク（1974年7月25日）
  - 劇場版 仮面ライダーキバ 魔界城の王（2008年8月9日） - 仮面ライダーアーク[13]
- エスパイ（1974年12月28日、東宝） - ウルロフの部下
- イン・ザ・ヒーロー（2014年9月6日、東映） - 忍者
- スーパー戦隊シリーズ（東映）
  - 秘密戦隊ゴレンジャー（1975年7月26日） - アカレンジャー[13]
  - 秘密戦隊ゴレンジャー 青い大要塞（1975年12月20日） - アカレンジャー[13]
  - 秘密戦隊ゴレンジャー 真赤な猛進撃!（1976年3月20日） - アカレンジャー[13]
  - 秘密戦隊ゴレンジャー 爆弾ハリケーン!（1976年7月18日） - アカレンジャー[13]
  - 秘密戦隊ゴレンジャー 火の山最後の大噴火（1976年12月19日） - アカレンジャー[13]
  - 劇場版 電子戦隊デンジマン（1980年7月12日） - デンジレッド[13]
  - 劇場版 太陽戦隊サンバルカン（1981年7月18日） - バルイーグル[13]
  - 劇場版 大戦隊ゴーグルファイブ（1982年3月13日） - ゴーグルレッド[13]
  - 劇場版 科学戦隊ダイナマン（1983年3月12日） - ダイナレッド[13]
  - 劇場版 超電子バイオマン（1984年7月14日） - レッドワン[13]
  - 劇場版 電撃戦隊チェンジマン（1985年3月16日） - チェンジドラゴン[13]
  - 劇場版 電撃戦隊チェンジマン シャトルベース! 危機一髪!（1985年7月13日） - チェンジドラゴン[13]
  - 劇場版 超新星フラッシュマン（1986年3月15日） - レッドフラッシュ[13]
  - 劇場版 超新星フラッシュマン 大逆転!タイタンボーイ（1987年3月14日） - レッドフラッシュ[13]
  - 劇場版 光戦隊マスクマン（1987年7月18日） - レッドマスク[13]
  - 劇場版 高速戦隊ターボレンジャー（1989年3月18日） - レッドターボ[13]
  - 電影版 獣拳戦隊ゲキレンジャー ネイネイ!ホウホウ!香港大決戦（2007年8月8日） - コジロー・ムサシノ[13]
  - ゴーカイジャー ゴセイジャー スーパー戦隊199ヒーロー大決戦（2011年6月11日） - アカレンジャー[37]、レッドターボ[38]、ダイナレッド[39]、レッドワン[40]
- スーパーヒーロー大戦シリーズ（東映）
  - 仮面ライダー×スーパー戦隊 スーパーヒーロー大戦（2012年4月21日）
  - 仮面ライダー×スーパー戦隊×宇宙刑事 スーパーヒーロー大戦Z（2013年4月27日）
  - 平成ライダー対昭和ライダー 仮面ライダー大戦 feat.スーパー戦隊（2014年3月29日） - 作業員

### Vシネマ
- 百獣戦隊ガオレンジャーVSスーパー戦隊（2001年、東映ビデオ） - レッドファルコン[13]
- 帰ってきた動物戦隊ジュウオウジャー お命頂戴!地球王者決定戦（2017年、東映ビデオ） - センダイ[41]

### ショー実演
- 後楽園遊園地 アクションショー
  - 歴代仮面ライダーショー - 仮面ライダー（中屋敷鉄也とWキャスト）
  - 正義を愛する者 月光仮面ショー - 月光仮面（メイン出演）
  - 秘密戦隊ゴレンジャーショー - アカレンジャー
  - ジャッカー電撃隊ショー
  - UFO大戦争 戦え! レッドタイガーショー 他
- 新宿NSビル「仮面ライダースーパー1ショー」 - 仮面ライダースーパー1
- 長崎屋主宰 仮面ライダーショー

## アクション監督

### 特撮
- スーパー戦隊シリーズ（テレビ朝日）
  - 恐竜戦隊ジュウレンジャー（1992年 - 1993年）- メイン
  - 忍者戦隊カクレンジャー（1995年） - 全編代理（第49 - 53話）
  - 超力戦隊オーレンジャー（1995年） - 全編代理（第5 - 8話）
  - 激走戦隊カーレンジャー（1996年） - メイン（第26 - 38話）
  - 星獣戦隊ギンガマン（1998年） - 全編代理（第25・26話）
  - 百獣戦隊ガオレンジャー（2001年 - 2002年） - 全編代理（第37・38話）、補佐（第50・51話）
  - 忍風戦隊ハリケンジャー（2002年） - 全編代理（第25・26話）
  - 特捜戦隊デカレンジャー（2004年） - 全編代理（第24 - 27話）
  - 魔法戦隊マジレンジャー（2006年） - 補佐（第45・47 - 49話）
  - 獣拳戦隊ゲキレンジャー（2008年） - 全編代理（第46 - 49話）
- メタルヒーローシリーズ（テレビ朝日）
  - 特捜ロボジャンパーソン（1993年） - 全編代理（第7・8・11・12話）
  - ブルースワット（1994年） - 全編代理（第3・4・13・14・33・34話）
  - 重甲ビーファイター（1995年） - 全編代理（第28・29話）
  - ビーファイターカブト（1996年 - 1997年） - 全編代理（第40・41・46 - 50話）
- 仮面ライダーシリーズ（テレビ朝日）
  - 仮面ライダー剣（2005年） - 補佐（最終回のみ）
  - 仮面ライダーキバ（2008年） - 補佐（第23・24・32・33話）
- パワーレンジャー（1994年、フォックス放送）
- ボイスラッガー（1999年、TX） - メイン
- 侵略少女ミリ（2000年 - 2001年、テレビ埼玉）
- 環境超人エコガインダーII（2010年、キッズステーション） - メイン
- 環境超人エコガインダー0X（2012年、キッズステーション） - メイン

### テレビドラマ
- カッ飛び!ヤンヤン姫（1988年、テレビ東京）
- 風雲!江戸の夜明け（1989年、テレビ東京）
- 闇のパープル・アイ（1996年、ANB） - 第1・2話
- 世にも奇妙な物語 '97春の特別編「史上最強の転校生」（1997年、フジテレビ）
- 劇作家・井上ひさし 誕生の物語（2013年、NHK BSプレミアム）
- 金田一耕助VS明智小五郎ふたたび（2014年、フジテレビ）
- おわらないものがたり（2014年、フジテレビ）
- モンタージュ 三億円事件奇譚（2016年、フジテレビ）

### バラエティ
- ザ☆スター 山本寛斎（2010年、NHK衛星ハイビジョン）

### Vシネマ
- SISTER BOMBER！（2002年）※Web配信作品
- 退魔天使ビザールシューター（2004年）
- 萌えよ!ドラゴンガールズ（2004年）

### 劇場作品
- TARO! MOMOTARO IN TROUBLE（1991年）
- COSMIC RESCUE（2003年）
- 独立少女紅蓮隊（2004年）
- 体脂肪計タニタの社員食堂（2013年） - セーフティ指導
- 惡の華（2019年） - アクション指導
- スーパー戦隊シリーズ
  - 劇場版 忍者戦隊カクレンジャー（1994年） - 補佐
  - 炎神戦隊ゴーオンジャー BUNBUN!BANBAN!劇場BANG!!（2008年） - 補佐

### 舞台
- シェイクスピア-お気に召すまま-（1993年、現代演劇協会・劇団昴）
- ミュージカル 魔法使いサリー -美しき星地球を守れ（2000年 - 2001年、劇団スターキャスト）
- ミュージカル リボンの騎士 -少女薔薇の英雄伝説（2001年 - 2003年、劇団スターキャスト）
- 劇団夜想会 幻に心もそぞろ 狂おしのわれら将門（2006年、演出：野伏翔）
- HAKANA（2008年、作：横内謙介 演出：杉田成道）
- 2008松井誠特別公演・全国ツアー（2008年、第一部：沓掛時次郎 第二部：誠版レビュー殺陣[42]
- 下町かぶき組 新春公演（2008年、第一部：越後しぐれ笠 第二部：誠版レビュー殺陣）[43]
- 渡辺晃プロデュース公演 Vol.6 HERO -心戦組外伝-（2009年、演出：渡辺晃）
- Super Cool Beauty! 〜美熱大戦〜（2010年、演出：渡辺晃）
- 早乙女太一特別公演「晩夏の舞」（2011年）

### ヒーローショー
- 後楽園ゆうえんちのアクションショー多数演出